# Mussola mediterrània
La mussola mediterrània o mussola de taques negres (Mustelus punctulatus) és una espècie de tauró carcariniforme de la família dels triàquids, d'interès comercial, que es presenta a la llotja barrejada amb altres espècies de mussoles. La seua carn és bona.

## Descripció
- Cos allargat i cap curt.
- Musell cònic.
- Dents petites, romes i disposades en mosaic.
- Té cinc parells de fenedures branquials, la darrera per sobre de l'aleta pectoral.
- Sense membrana nictitant.
- La primera aleta dorsal és de mida semblant a la segona.
- Origen de la primera aleta dorsal, per davant de l'angle lliure intern de l'aleta pectoral.
- Color gris uniforme, alguns cops amb taques marrons fosques.
- El marge posterior de les dues aletes dorsals, amb una vorada fosca.
- Arriba a fer més de 95 cm de longitud total.
- El mascle madura entre els 50 i 55 cm, i la femella sobre els 60 cm.

## Hàbitat
Viu als fons de la plataforma continental, entre els 60 i 80 m. Més activa a la nit.

## Alimentació
Menja crustacis com la galera i el cranc llanut, calamars i diversos tipus de clupeids.

## Reproducció
És vivípara placentària. La femella, després d'un període de gestació d'un any, pareix en primavera de 8 a 16 cries, que faran de 31 a 39 cm de longitud total. Presumiblement maduren sexualment al cap d'un o dos anys de vida.